# Acrocercops symmetropa
Acrocercops symmetropa là một loài bướm đêm thuộc họ Gracillariidae. Nó được tìm thấy ở Indonesia (Java).